# Grote Boeddha van Thailand
De Grote Boeddha van Thailand (ook Mahaminh Sakayamunee Visejchaicharn, Phra Buddha Maha Nawamin en de Grote Boeddha) is het hoogste standbeeld van Thailand en het op acht na hoogste standbeeld van de wereld. Het standbeeld ligt in de Wat Muang Monestary in Changwat Ang Thong. De Grote Boeddha van Thailand heeft een hoogte van 92 meter en een breedte van 63 meter.
De bouw van het standbeeld startte in 1990 en eindigde in 2008. De Grote Boeddha van Thailand is gemaakt van cement en geverfd met goudverf.